# فرو سیلیکو منگنز

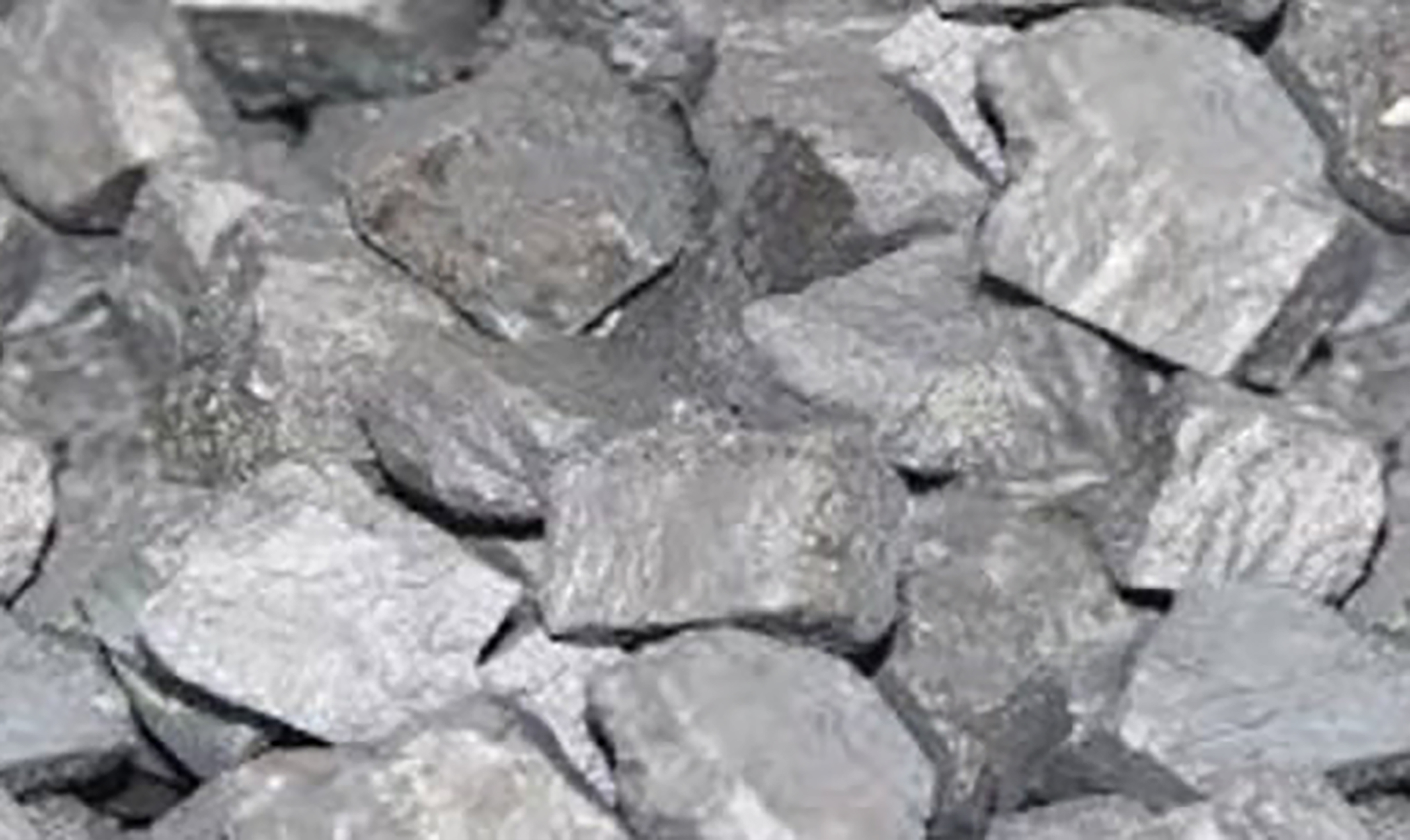
فرو سیلیکو منگنز نمونه کلوخه مانند

فروسیلیکومنگنز یک فروآلیاژ است که حاوی تا ۱۶ درصد سیلیسیم و بین ۵۰ تا ۷۰ درصد منگنز می‌باشد. بیشتر این ماده از ترکیبات منگنز تشکیل شده است که در نتیجه حرارت‌دهی به سنگ منگنز به وجود می‌آید.
آلیاژهای این ماده شامل موادی مثل سیلیکون، آهن، منگنز و کربن است که در اوایل قرن بیستم معرفی شد. فروسیلیکومنگنز به عنوان یک افزودنی مهم در صنعت فولادسازی استفاده می‌شود و شامل موادی مانند کربن نیز می‌باشد.

این فروآلیاژ، یکی از ترکیبات فروآلیاژ سیلیکون است که حضور این ماده باعث کاهش حلالیت کربن در آلیاژهای منگنز می‌شود. این ترکیب شیمیایی به عنوان یک ماده کارآمد در آلیاژهای فولادی با طیف وسیعی از کاربردها مورد استفاده قرار می‌گیرد.

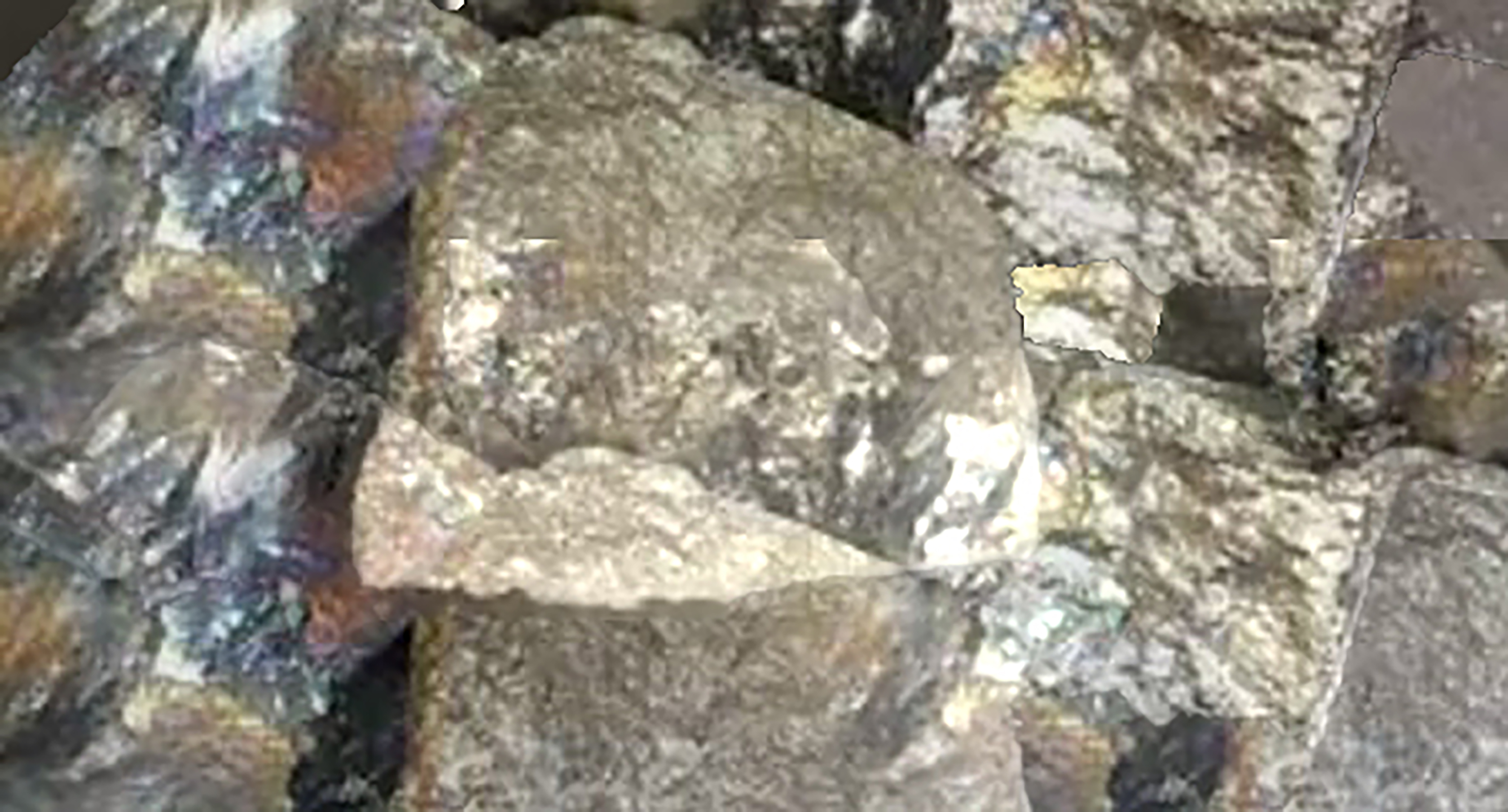
فرو سیلیکو منگنز کلوخه مانند

وجود این فروآلیاژ در فولادها، خصوصیات آنها را بهبود می‌بخشد، از جمله افزایش ارزش زیبایی شناختی. همچنین، در فولادهای ضد زنگ با استفاده از این فروآلیاژ، افزایش درصد سیلیکون تا ۳۰ درصد به بهبود خاصیت ضد زنگ کمک می‌کند.
فرایند تولید این فروآلیاژ در صنعت شامل مراحل زیر است: در ابتدا، مواد مورد نیاز از جمله سیلیکون، آهن، کربن و دیگر فلزات با استفاده از تکنیک‌های استخراج سنتی از زمین استخراج می‌شوند. سپس، این مواد با نسبت‌های دقیق تعیین شده ترکیب شده و یک ترکیب مایع ایجاد می‌کنند.
در مرحله بعدی، با ذوب شدن سنگ آهن و زغال سنگ در کوره، ماده حاوی منگنز و سیلیسیم به مخلوط مذاب اضافه می‌شود. این اقدام باعث اکسیدزدایی آهن و تشکیل فروآلیاژ می‌شود. با سرد شدن این ترکیب، فروآلیاژ تشکیل می‌شود.
لازم به ذکر است که مقدار مواد مانند آهن و سیلیسیم در فروآلیاژ ممکن است بر اساس کاربردهای خاص در صنایع مختلف متغیر باشد.

## مزایای استفاده در فولاد سازی
فروسیلیکون منگنز، یکی از افزودنی‌های کلیدی در صنعت فولاد، به دلیل مزایای فراوانش گسترده‌ای از کاربردها دارد. یکی از این مزایا، خاصیت اکسیدزدایی قوی آن است که با ترکیب با فولاد، خواص اکسیدزدایی فولاد را به شدت افزایش می‌دهد و در نهایت، منجر به تولید فولاد ضد زنگ با کیفیت می‌شود.
فولاد ضد زنگ در مناطق مرطوب، شرجی، سواحل و مکان‌های با رطوبت زیاد کاربردهای فراوانی دارد. همچنین، در مواردی نظیر محل‌های عبور آب و رطوبت نیز به کار می‌رود.
فروسیلیکون منگنز با کاهش کربن به عنوان یک عامل کاهنده در فرآیندهای حرارتی مشارکت کرده و به تولید اقتصادی و با کیفیت‌تر این فروآلیاژ کمک می‌کند.
کاربردهای این فروآلیاژ را می‌توان به سه دسته زیر تقسیم کرد:
1. بهبود استحکام و مقاومت فولاد.
2. اکسیدزدایی کامل انواع فلزات و فولادها.
3. کاهش ناخالصی‌هایی چون گوگرد، فسفر، و نیتروژن در فرآیند تولید فولاد.
استفاده از این فروآلیاژ با هدف کاهش آلودگی و تولید محصولات با کیفیت، به دلیل واکنش‌پذیری کمتر آن با مواد دیگر، ممکن است. این ویژگی باعث تولید محصولات یکدست و بدون ایراد می‌شود.

## تاریخچه شکل گیری فروسیلیکو منگنز
همانطور که اشاره شد، فروسیلیکون منگنز یکی از افزودنی‌های حیاتی در صنعت فولادسازی است که از مزایای فراوانی برخوردار است.
یکی از این مزایا، اکسید قوی بودن این فروآلیاژ است. ترکیب آن با فولاد باعث افزایش قابل توجه خواص اکسید زدایی شده و در نهایت، فولاد ضد زنگ با کیفیت تولید می‌شود.
استفاده از فولاد ضد زنگ در مناطق مرطوب، شرجی، ساحلی، و محل‌های دارای رطوبت نه تنها متداول است بلکه در کاربردهای مانند مناطق عبور آب و رطوبت نیز از اهمیت بالایی برخوردار است.
در فروآلیاژ فروسیلیکون منگنز با کاهش مقدار کربن به عنوان یک فاکتور کاهنده، در فرآیندهای حرارتی تولید اقتصادی و با کیفیت‌تر کمک مؤثری به تولید انبوه این فروآلیاژ کرده است.
استفاده از این فروآلیاژ با هدف کاهش آلودگی و بهبود کیفیت محصول، ناشی از واکنش‌پذیری کمتر آن با مواد دیگر نظیر گوگرد، فسفر، و نیتروژن در ترکیب با فولاد، منجر به تولید محصولات یکدست و بدون ایراد می‌شود.
این فروآلیاژ از ترکیبات مختلفی با نسبت‌های گوناگون تشکیل شده است که از گذشته تاکنون، بررسی‌های متعددی را به دنبال داشته‌اند. بهترین نسبت‌ها، با درصد سیلیسیم حدود ۶۵ درصد، مورد توجه صنعت و فولادسازی قرار گرفته‌اند.
ترکیبات اصلی این فروآلیاژ منگنز، سیلیسیم، آهن، و کربن هستند. کاهش حلالیت کربن در این آلیاژ ناشی از حضور سیلیسیم در آن می‌باشد.
در ادامه، خصوصیات فیزیکی فروسیلیکون منگنز مورد توجه قرار گیرد. چگالی این فروآلیاژ حدود ۱.۶ گرم بر سانتی‌متر مکعب و دمای ذوب آن در بازه ۱۰۶۰ تا ۱۳۵۰ درجه سانتیگراد واقع شده است.
از آلیاژهای تشکیل‌دهنده فروسیلیکون منگنز می‌توان به منگنز، سیلیسیم، آهن، و کربن اشاره کرد. این آلیاژ به دلیل خواص مشترک منگنز و فروسیلیس، از جمله پرفروش‌ترین فروآلیاژ‌های صنعت و فولادسازی به شمار می‌آید.

## بازار فرو سیلیکو منگنز
به عنوان یکی از فروآلیاژهای پراستفاده در صنعت فولاد، سیلیکون منگنز نقش مهمی در اکسیژن‌زدایی، گوگرد‌زدایی، و بهبود خواص مکانیکی فولاد ایفا می‌کند، که این امر باعث افزایش قابل توجه در قیمت این فروآلیاژ شده است. تا جایی که در بازه زمانی ۲۰۰۱ تا ۲۰۱۶، میانگین ۲ میلیون و ۶۵۲ هزار تن سیلیکون منگنز تجارت شده است.
نقطه بیشترین تجارت سیلیکون منگنز به سال ۲۰۰۷ بازمی‌گردد، که در آن سال به مقدار بی‌نظیری افزایش یافت. این روند تا قبل از بحران مالی سال ۲۰۰۹ ادامه یافت.
پس از بحران مالی، تجارت این فروآلیاژ با کاهش نسبت به گذشته، احیا شد و در سال ۲۰۱۶ به رشدی دیگر دست یافت.
از نظر تجارت منطقه‌ای، ۴۸ درصد صادرات جهانی این فروآلیاژ به این منطقه تعلق دارد، و آسیا به عنوان یک بازار اصلی، سهم قابل توجهی از تجارت سیلیکون منگنز اروپا را تأمین می‌کند. اروپا نیز در سال ۲۰۱۶ با ۴۱ درصد، بزرگترین واردکننده سیلیکون منگنز جهان بوده است.

## فرو سیلیکو منگنز و کاربرد های آن
1. کاهش حلالیت کربن در فولادها و آلیاژهای منگنز دار: این ویژگی به عنوان یک خصوصیت اصلی در فروآلیاژهای منگنزی شناخته شده است. این کاهش حلالیت کربن به بهبود خواص مکانیکی و حفظ کیفیت فولادها کمک می‌کند.
2. قابلیت اکسیژن‌زدایی و آلیاژسازی در فولادها: فروآلیاژهای منگنزی به عنوان عامل اکسیژن‌زدایی در فرایندهای تولید فولاد و آلیاژسازی اثرگذار هستند. این ویژگی باعث بهبود کیفیت و خواص متریال‌های فولادی می‌شود.
3. کاهش مواد ناخالصی در فولاد مانند گوگرد، فسفر و نیتروژن: فروآلیاژ منگنز به عنوان یک افزودنی موثر در کاهش مواد ناخالصی مانند گوگرد، فسفر و نیتروژن در فولاد مؤثر است، که نتیجه‌ای پاک و با کیفیت‌تر را تضمین می‌کند.
4. افزایش سختی پذیری فولاد: این فروآلیاژ باعث افزایش سختی و مقاومت مکانیکی فولاد می‌شود، که در نتیجه بهبود عملکرد و مصرف متریال به کار رفته را تضمین می‌کند.

## سایزهایاستانداردفروسیلیکومنگنز
·       20 تا 80 میلیمتر
·       10 تا 50 میلیمتر
·       3 تا 25 میلیمتر

## جستار های وابسته
- آهن
- سیلیکون (پلیمر)
- ذوب‌آهن
- فولاد
- فولاد زنگ‌نزن